# Harzer Schmalspurbahnen

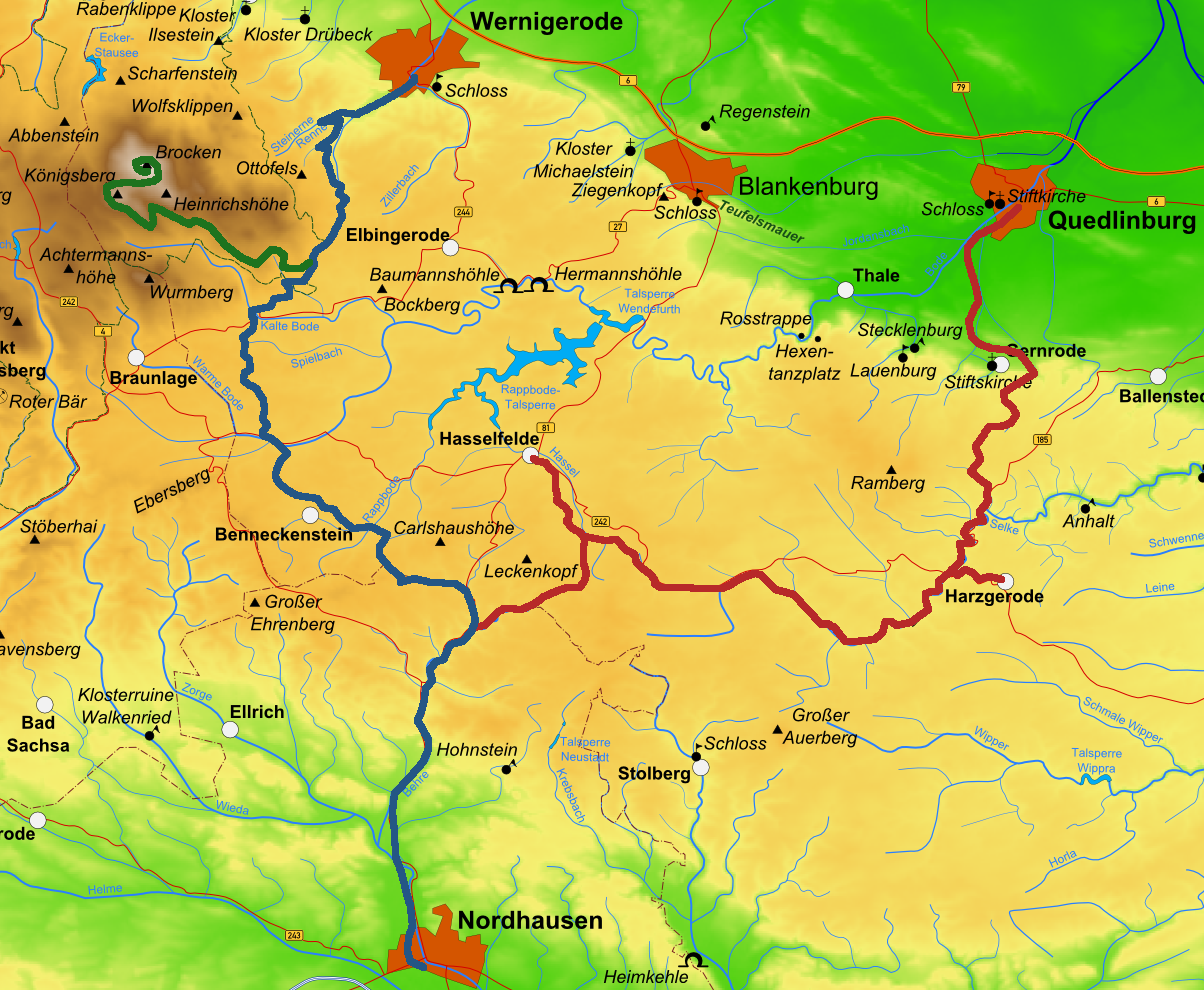
Heutiges Streckennetz der HSB – blau: Harzquerbahn, grün: Brockenbahn, rot: Selketalbahn

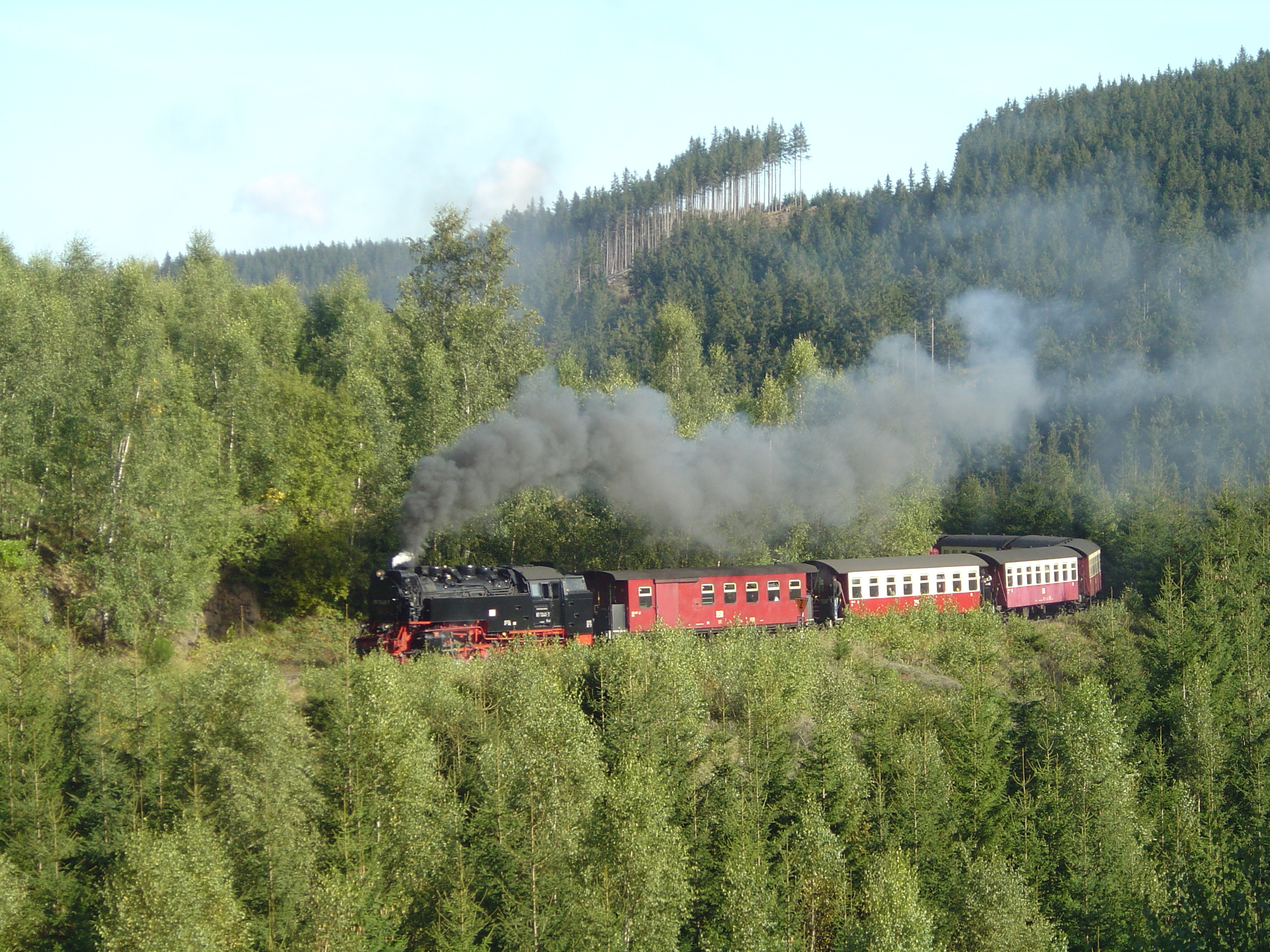
Dampfzug der HSB zum Brocken

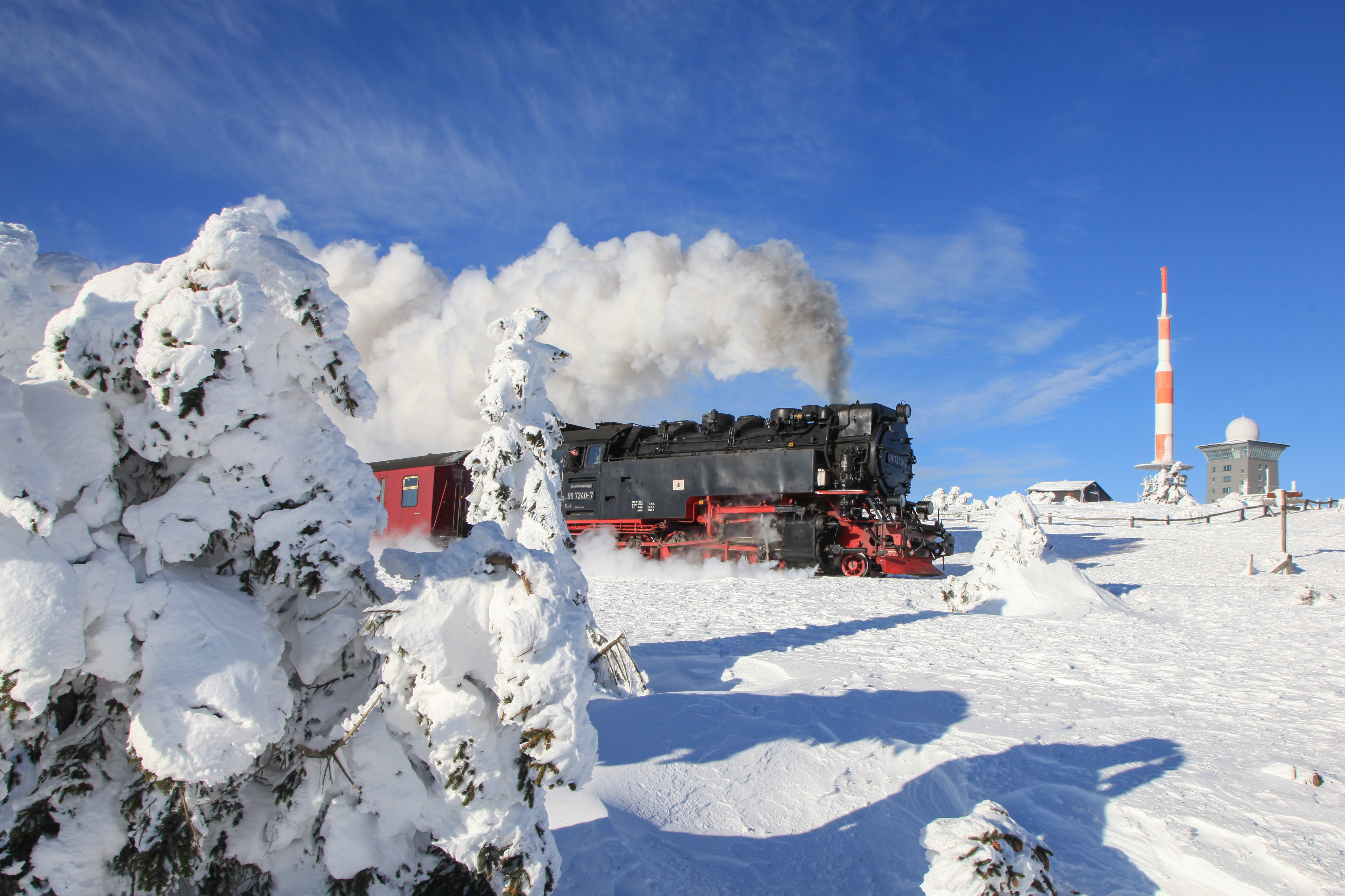
Dampfzug am Brocken in gefrorener Landschaft

Die Harzer Schmalspurbahnen GmbH (HSB) ist eine Eisenbahngesellschaft  im Harz. Ihre Strecken sind hauptsächlich dampfbetrieben und gelten als eine überregionale Touristenattraktion.
Das meterspurige Streckennetz erstreckt sich über eine Länge von 140,4 km und ist ganzjährig in Betrieb. Deshalb nennt sich die HSB „Die Größte unter den Kleinen“. Das Netz besteht aus den drei Einzelstrecken Harzquer-, Selketal- und Brockenbahn. Die Anfangsbuchstaben dieser Strecken ergeben HSB, was dem abgekürzten Namen des Unternehmens entspricht.
Drei der sechs Endbahnhöfe (Nordhausen Nord, Quedlinburg und Wernigerode) verfügen über einen Anschluss an das regelspurige Netz der Deutschen Bahn.
Im Personenverkehr werden die Strecken heute überwiegend von Touristen, Ausflüglern und Wanderern genutzt. Der eigentliche Regionalverkehr im Sinne von Berufs- und Schülerverkehr spielt nur noch im Raum Nordhausen–Ilfeld eine bedeutende Rolle. Neben der Brohltalbahn und der Wangerooger Inselbahn sind die HSB heute eine der wenigen Schmalspurbahnen mit Güterverkehr in Deutschland.
Die HSB sind ein Eisenbahnverkehrsunternehmen und Eisenbahninfrastrukturunternehmen. Der Sitz des Unternehmens ist in Wernigerode (Sachsen-Anhalt).
Die HSB ist Mitglied im Harzer Tourismusverband und Partner der Harzer Highlights.

## Vorgeschichte
Das heutige Schmalspurbahnnetz ist durch die Verbindung von ursprünglich getrennten Bahnstrecken entstanden, die zwei verschiedenen Bahngesellschaften gehörten:

### Gernrode-Harzgeroder Eisenbahn-Gesellschaft
1887 wurde mit der Strecke Gernrode–Mägdesprung die erste Schmalspurstrecke im Harz eröffnet. Sie gehörte zur Gernrode-Harzgeroder Eisenbahn-Gesellschaft (GHE). In den Folgejahren wurde die Strecke verlängert und das Streckennetz vergrößert. Zum Netz der GHE gehörten die Strecken von Gernrode bis Harzgerode, Hasselfelde und Eisfelder Talmühle. Da die Strecke auf einem langen Abschnitt dem Tal des Flüsschens Selke folgt, entstand neben dem Beinamen „Anhaltische Harzbahn“ später der Beiname „Selketalbahn“.
Nach dem Zweiten Weltkrieg musste der Streckenabschnitt Gernrode–Stiege abgebaut und das Oberbaumaterial als Reparationsleistung an die UdSSR abgeliefert werden. Ausgenommen blieb der kurze Abschnitt zwischen Lindenberg (Anh) und dem Anschluss zur Flussspatgrube Fluor. Die Strecke Eisfelder Talmühle–Hasselfelde wurde in Folge der Harzquerbahn zugeordnet. Schon zwischen 1947 und 1949 wurde die Strecke zwischen Gernrode und Lindenberg, ab 1952 Straßberg, insbesondere für den Abtransport des Flussspates, wieder aufgebaut. Das mit abgelieferte Rollmaterial musste aus dem Bestand der Nordhausen-Wernigeroder Eisenbahn-Gesellschaft (NWE) ersetzt werden.

### Nordhausen-Wernigeroder Eisenbahn-Gesellschaft
1896 wurde die zweite Eisenbahngesellschaft im Handelsregister eingetragen, die eine Schmalspurbahn durch den Harz errichten wollte. Am 22. Dezember 1898 eröffnete die Nordhausen-Wernigeroder Eisenbahn-Gesellschaft (NWE) den Sonderzugverkehr auf dem Streckenabschnitt Wernigerode–Brocken (Brockenbahn), die so genannte Harzquerbahn (Wernigerode–Drei-Annen-Hohne–Nordhausen) nahm am 27. März 1899 den Gesamtverkehr auf. Zum 1. Juli 1916 verlegte die Gesellschaft ihren Sitz von Nordhausen nach Wernigerode.

### Südharz-Eisenbahn-Gesellschaft
Als dritte Bahngesellschaft im Harz nutzte die Südharz-Eisenbahn-Gesellschaft (SHE) die Meterspur auf der am 15. August 1899 eröffneten Strecke Walkenried–Braunlage/Tanne. Diese Strecken sind komplett stillgelegt und abgebaut.

### Deutsche Reichsbahn
Die GHE und die NWE wurden am 1. April 1949 der Deutschen Reichsbahn (DR) unterstellt. Auch das in der sowjetischen Besatzungszone liegende Streckenstück der SHE, Tanne–Sorge, gelangte unter die Betriebsführung der DR. Es wurde seit 1954 nicht mehr befahren, ist seit vielen Jahren stillgelegt und vollständig abgebaut.
Neben dem Personenverkehr wurde auf den Harzer Strecken nach dem Zweiten Weltkrieg auch ein umfangreicher Gütertransport abgewickelt. Der Fuhrpark wurde teilweise erneuert, unter anderem durch die Beschaffung von 13 Lokomotiven der Baureihe 99.23–24.
Ein Großteil dieser Neubaudampflokomotiven war in den 1980er Jahren verschlissen und der verbliebene Triebfahrzeugbestand außerstande, die zu erwartenden Zugleistungen zu erbringen. Unter anderem benötigte das wegen der Ölpreiskrise in den Jahren 1982 bis 1984 neu errichtete Heizkraftwerk Silberhütte jährlich 30.000 t Rohbraunkohle, wozu der als Reparationsleistung abgebaute Abschnitt Straßberg – Stiege, für dessen Wiederaufbau lange das Geld fehlte, nun doch wieder errichtet wurde. Ab dem 12. Februar 1984 verkehrten auf diesem Streckenabschnitt regelmäßig Güterzuge; ab dem 3. Juni 1984 fand auch wieder Personenverkehr statt.
Dennoch waren die auch im Jahr 1989 immer noch mit Dampflokomotiven im Rollwagenverkehr durchgeführten Kohletransporte von Nordhausen nach Silberhütte, die zudem Vorspann erforderten, extrem unwirtschaftlich. Deshalb plante die DR eine Traktionsumstellung im großen Stil: 30 im Zuge der fortschreitenden Streckenelektrifizierung freigewordene Diesellokomotiven der Baureihe 110 sollten für den Einsatz im Harz adaptiert und nur noch fünf Dampflokomotiven für Nostalgiefahrten erhalten werden. Geeignete Lokomotiven wurden von Herstellern in Ländern des RGW nicht angeboten und Triebfahrzeuge aus dem NSW waren zu teuer, so dass nur eine Eigenanfertigung blieb.
In Vorbereitung des Einsatzes dieser Triebfahrzeuge fanden umfangreiche Arbeiten, unter anderem aufwendige Felsschremmungen, zur Schaffung des dafür benötigten größeren Lichtraumprofils statt. In Wernigerode wurde eine Möglichkeit zum Umsetzen der Maschinen auf regelspurige Transportdrehgestelle eingerichtet. Schließlich baute das Raw Stendal zwischen 1988 und Ende 1990 zehn Lokomotiven für das Harzer Schmalspurnetz um. Die gegenüber dem regelspurigen Original um zehn Zentimeter gestiegene Höhe dieser nun unter der Baureihenbezeichnung 199.8 geführten Loks verursachte zusammen mit der deutlich kleineren Spurweite ein erhebliches Schwanken, was ihnen den Spitznamen „Harzkamel“ einbrachte. Die Rbd Magdeburg stornierte die geplanten weiteren 20 Umbauten aufgrund des nach der politischen Wende eingebrochenen Güterverkehrs und der Attraktivität der Dampfzüge für den durch den Wegfall des Eisernen Vorhangs belebten Tourismus.

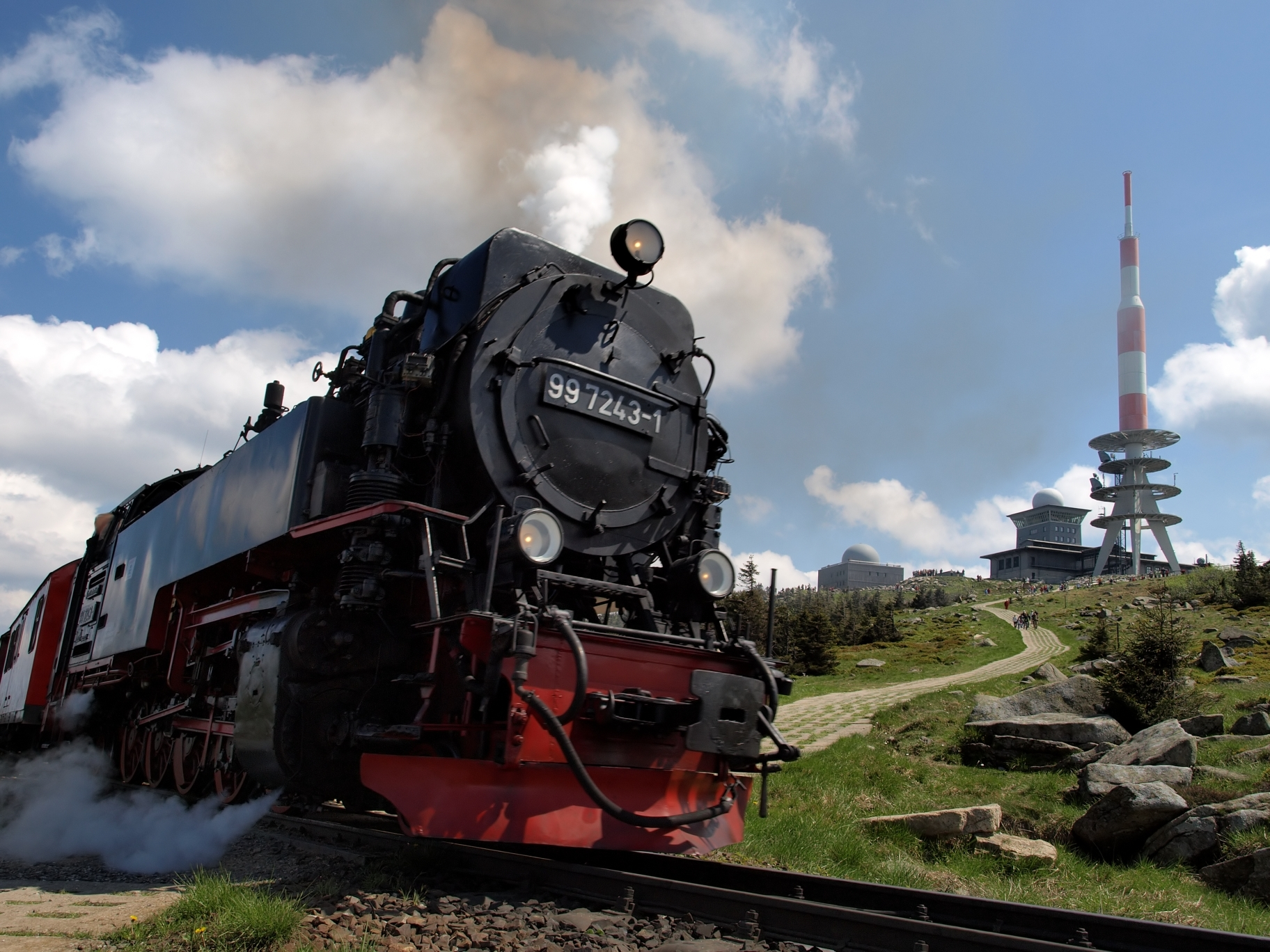
Brockenbahn, im Hintergrund der Brockengipfel mit Sendeturm und Brockenhaus.
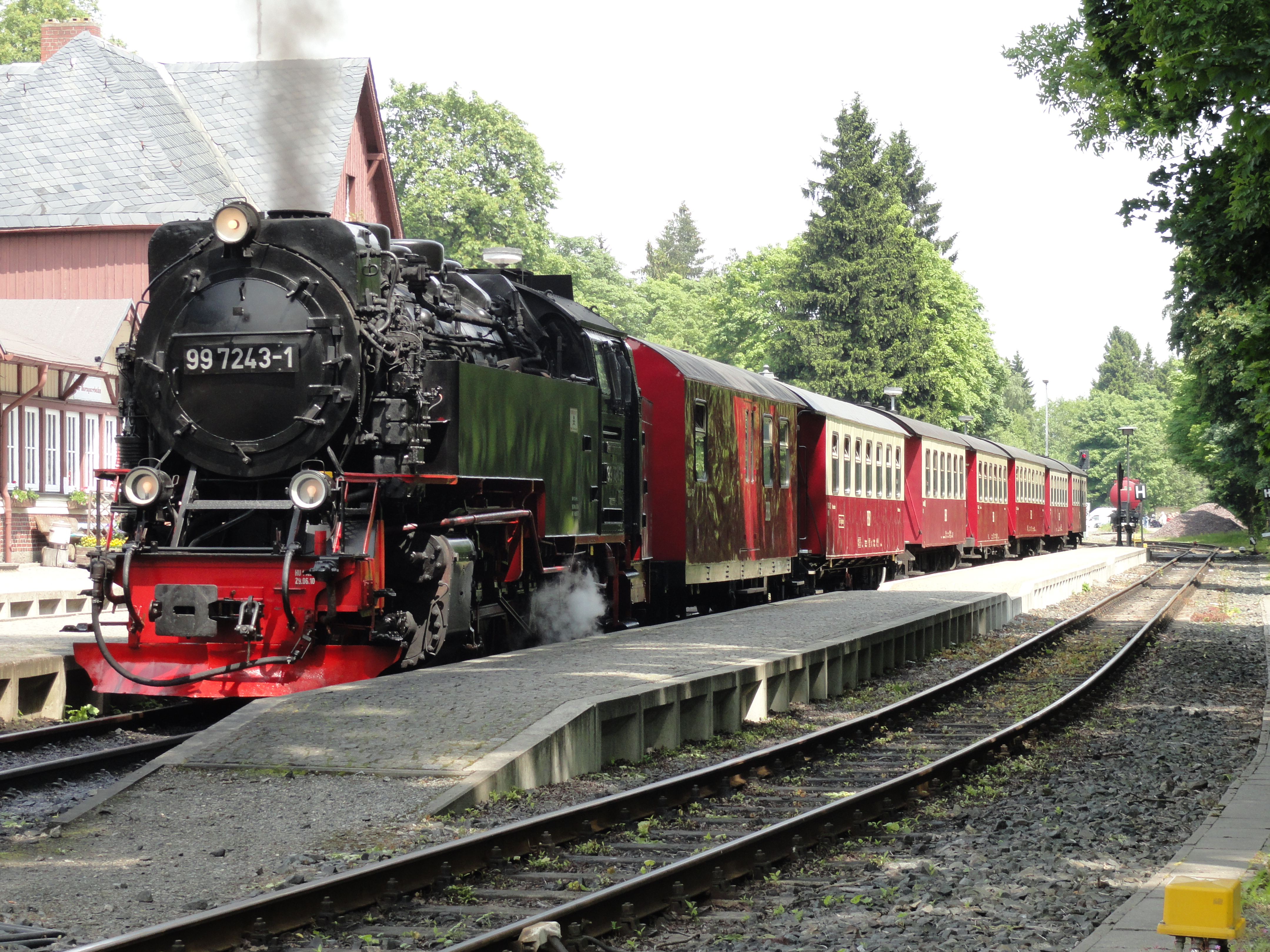
Dampfzug der HSB am Bahnhof
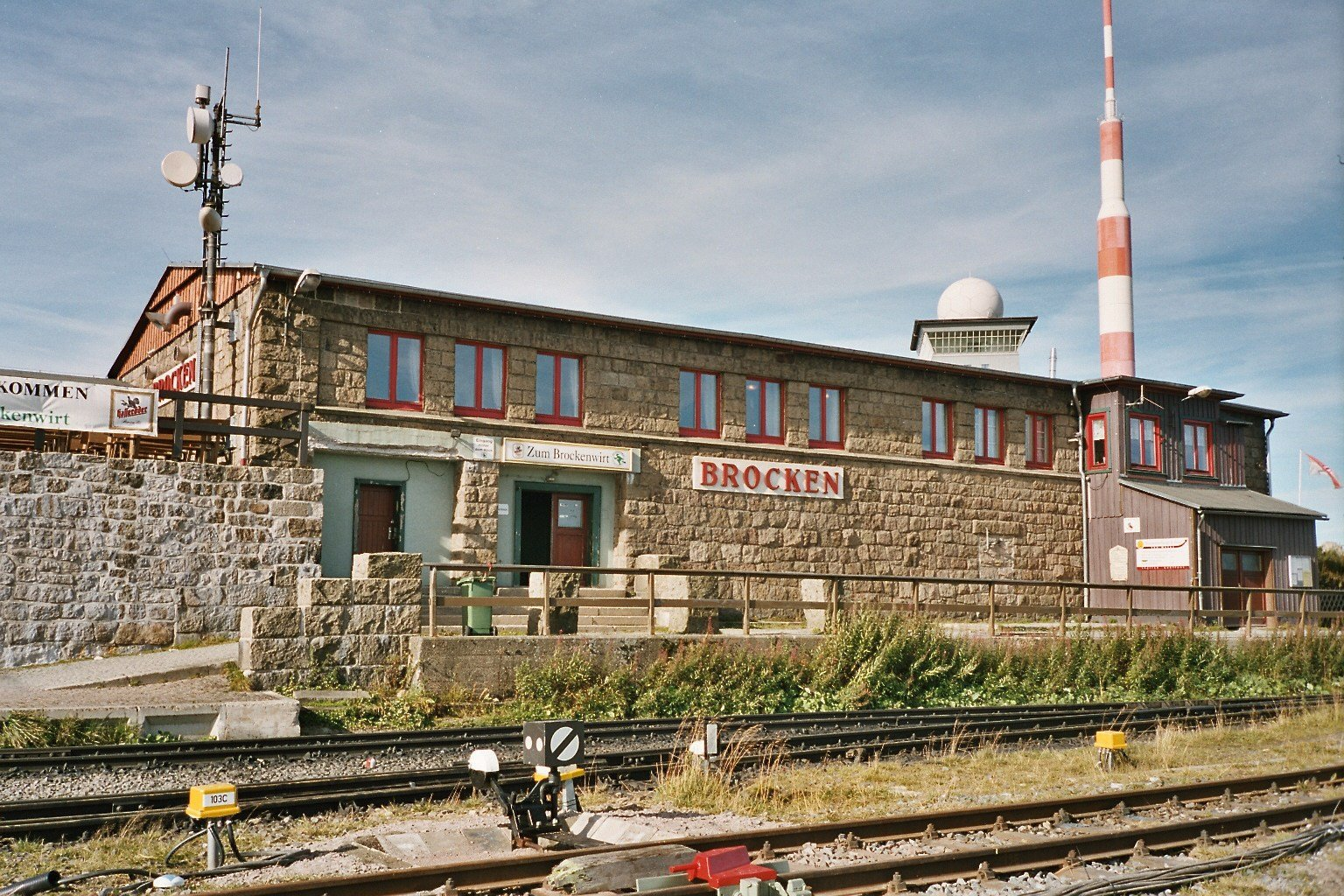
Bahnhof Brocken (2004)
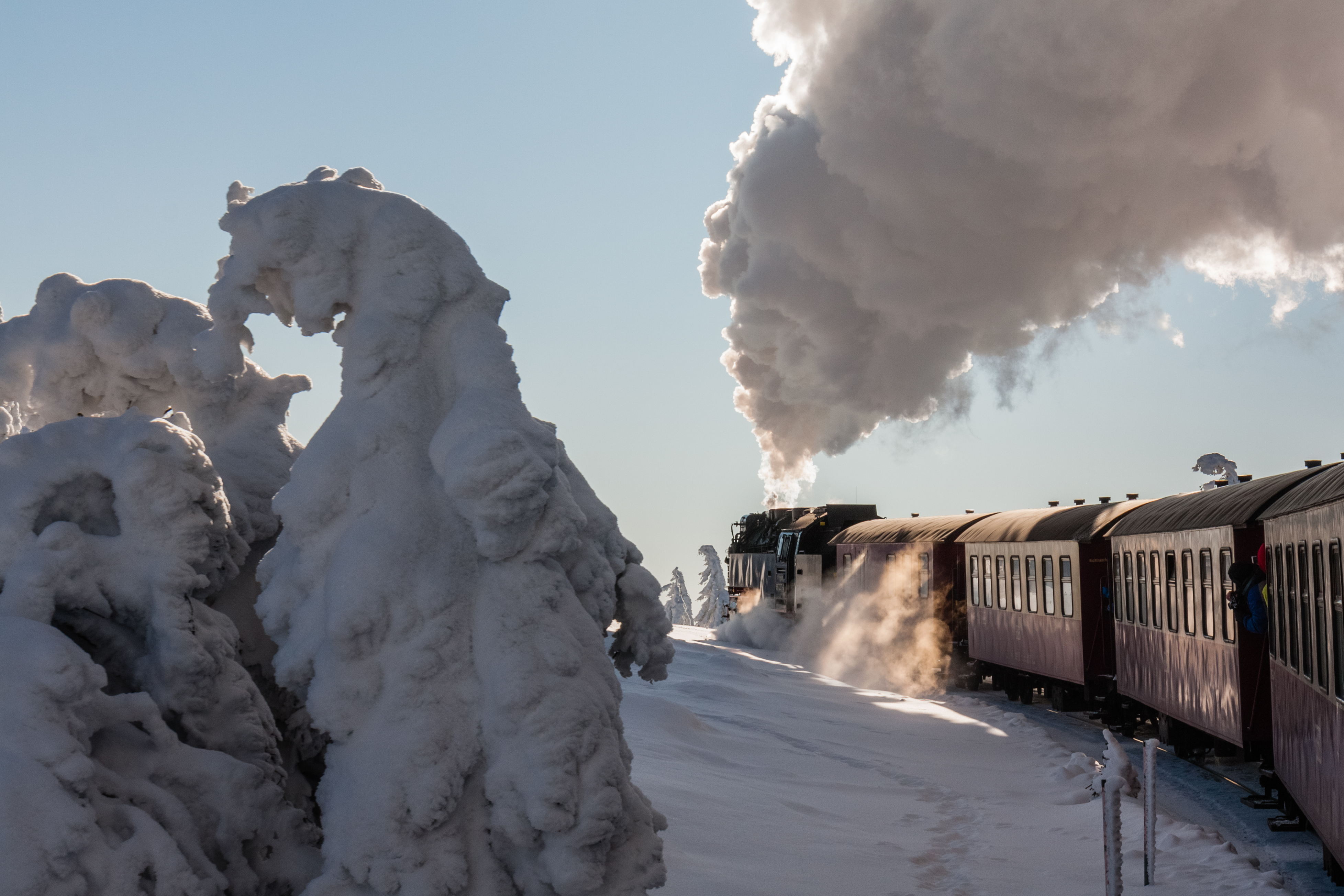
Dampfzug am Brocken in gefrorener Landschaft

## Die Zeit der HSB

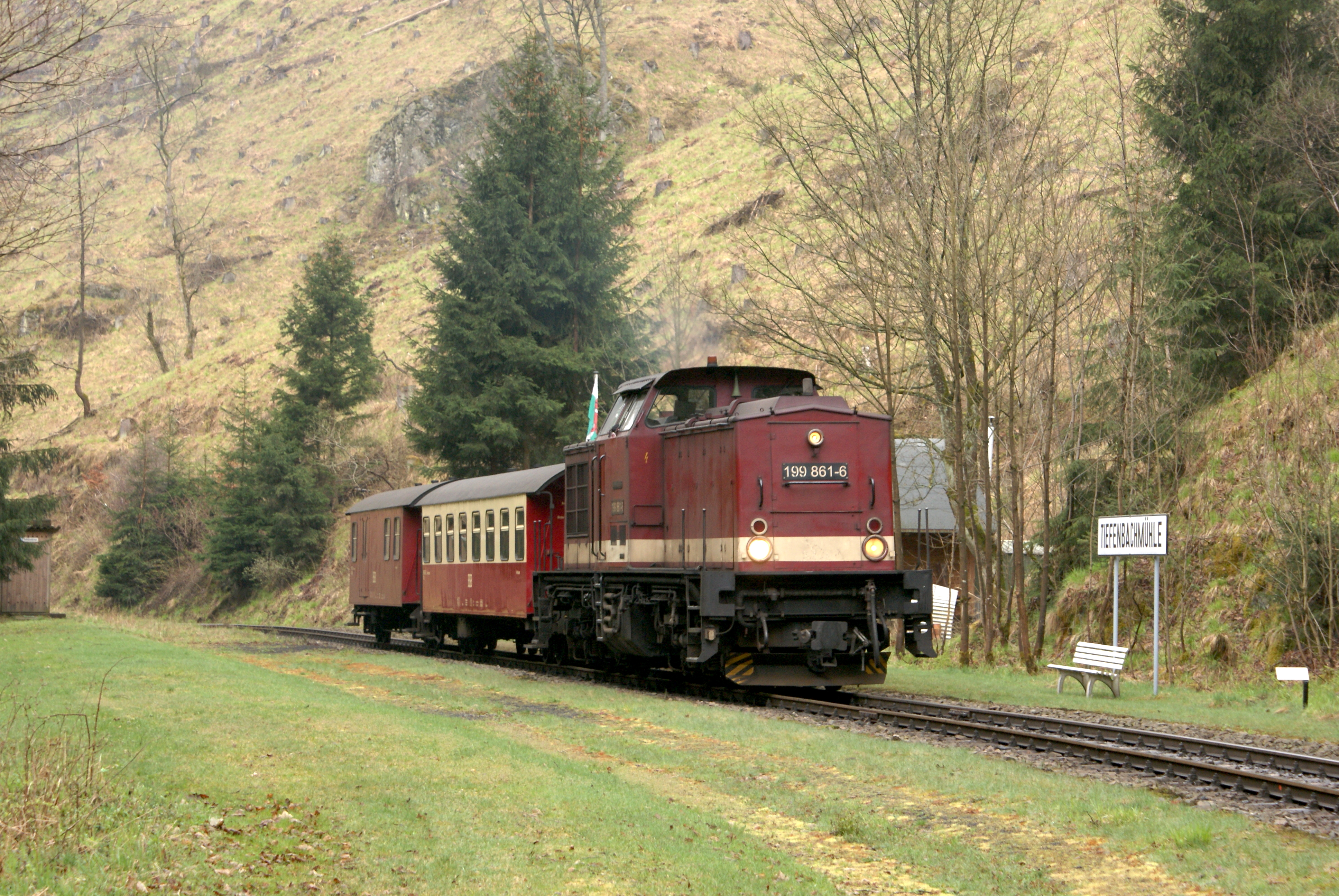
Ein die Proportionen einer Schmalspurbahn sprengendes „Harzkamel“ im Haltepunkt Tiefenbachmühle.

Die „Harzer Schmalspurbahnen GmbH (HSB)“ wurde am 19. November 1991 als  nichtbundeseigenes Eisenbahnunternehmen von den Landkreisen Harz und Nordhausen, sechs an der Strecke liegenden Kommunen sowie der Kurbetriebsgesellschaft Braunlage gegründet. Am 1. Februar 1993 übernahm die HSB von der Deutschen Reichsbahn (DR) Anlagen, Fahrzeuge, Personal und fungiert seitdem als Eisenbahnverkehrs- (EVU) und Eisenbahninfrastrukturunternehmen (EIU).  Sitz ist Wernigerode, wo sich auch die Werkstätten befinden. Die HSB unterhält heute ein meterspuriges Streckennetz von 140,4 km Länge mit 44 Bahnhöfen und Haltepunkten in Sachsen-Anhalt und Thüringen.
Die Züge verkehren täglich nach Fahrplan. Es kommen dabei mehr als zehn Dampflokomotiven, sieben Diesel- und drei Straßenbahntriebwagen mit Zweikraftantrieb (von der Straßenbahn Nordhausen) zum Einsatz. Auf allen Strecken verkehren Dampflokomotiven im Regelbetrieb. Seit April 2010 verkehren auch auf dem Abschnitt Stiege – Eisfelder Talmühle der Selketalbahn wieder dampflokomotivbespannte Reisezüge im Regelbetrieb. Dort fuhren seit 1996 lediglich Triebwagen.
Die bekannteste Strecke ist die Brockenbahn. Auf ihr fahren im täglichen Regelverkehr ausschließlich mit Dampflokomotiven bespannte Züge der Relation (Wernigerode –) Drei Annen Hohne – Brocken und zurück. Der Regionalverkehr zwischen Nordhausen und Ilfeld wurde hingegen bis auf ein Dampfzugpaar komplett auf Dieseltriebwagen und (seit 1. Mai 2004) auch Straßenbahnwagen umgestellt.
Außerdem betreiben die HSB noch regulären Güterverkehr vom Hartsteinwerk Unterberg (Selketalbahn) nach Nordhausen Übergabebahnhof (Harzquerbahn) mit Dieselloks der Baureihe 199.8 und aufgebockten Regelspurgüterwagen.

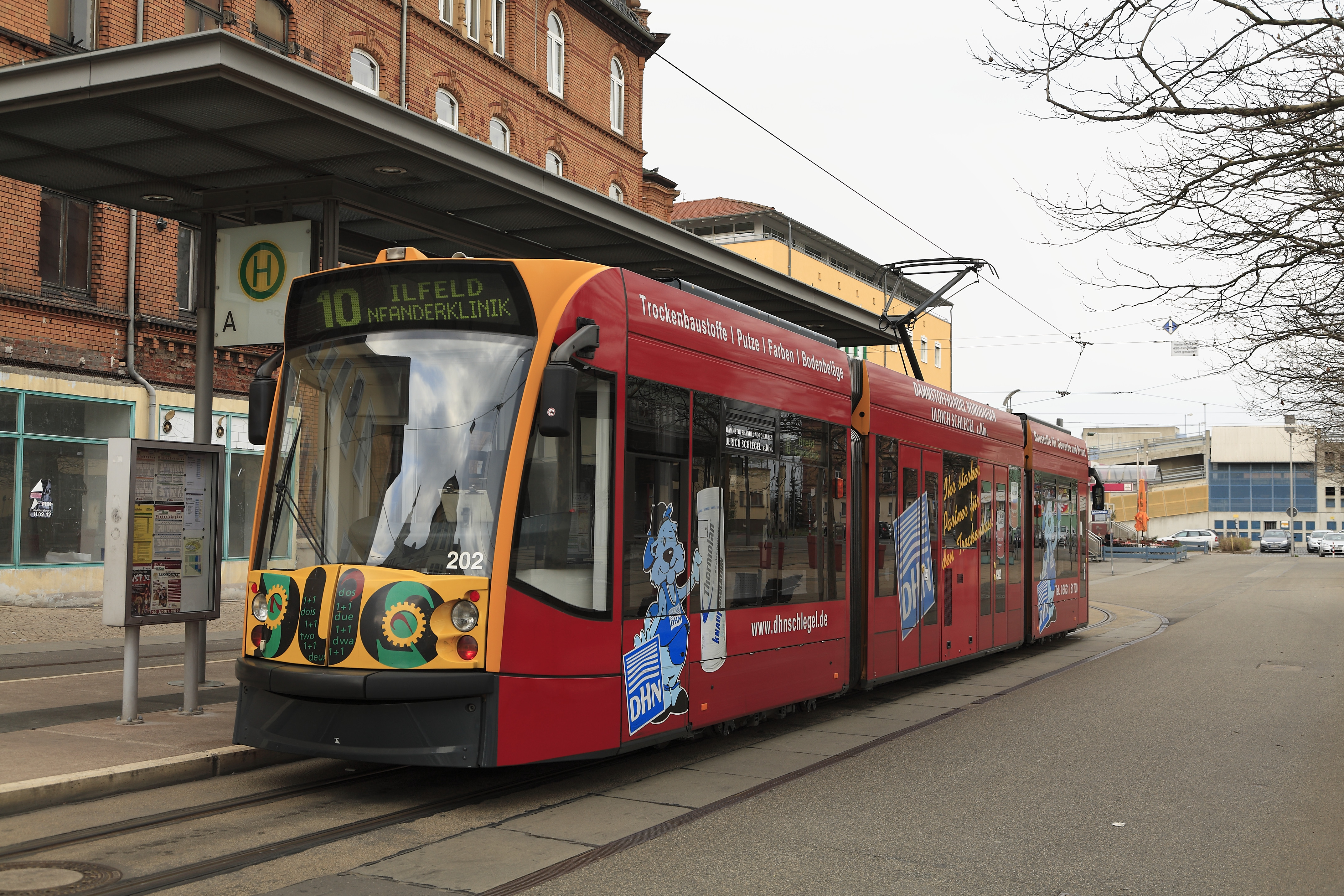
Zweikrafttriebwagen in Nordhausen

Am 1. Mai 2004 wurde in Nordhausen ein Verbindungsgleis zwischen der Haltestelle Bahnhofsplatz der Straßenbahn Nordhausen und dem Bahnhof Nordhausen Nord der Harzquerbahn in Betrieb genommen. Seitdem fahren die oben genannten Zweikrafttriebwagen zwischen Nordhausen Krankenhaus und dem HSB-Haltepunkt Ilfeld-Neanderklinik (Linie 10) vom Typ Combino duo. Im nicht elektrifizierten Netz der Harzquerbahn erfolgt der Antrieb dieselelektrisch. Die Dieseltriebwagen der HSB wenden ebenfalls am Bahnsteig der Straßenbahnhaltestelle Bahnhofsplatz.
Am 18. April 2005 wurde mit den Arbeiten zur Verlängerung der Selketalbahn von Gernrode nach Quedlinburg begonnen (Länge 8,5 km), nachdem die DB AG die Strecke Frose–Quedlinburg stillgelegt und den Abschnitt Gernrode–Quedlinburg an die HSB verkauft hatte. Zunächst wurde der Endbahnhof Gernrode der Selketalstrecke zu einem Durchgangsbahnhof umgebaut. Am 4. März 2006 erreichte der erste Zug den Bahnhof Quedlinburg auf Meterspur und seit dem 26. Juni 2006 gibt es planmäßigen Verkehr der Harzer Schmalspurbahnen bis Quedlinburg mit drei Zugpaaren pro Tag, von denen in der Regel zwei mit Dampflokomotiven bespannt werden. In Quedlinburg wurde das Bahnsteiggleis 3 umgespurt, zusätzlich entstanden ein Umsetz- sowie ein zusätzliches Stumpfgleis. Es besteht ein bahnsteiggleicher Anschluss zu den Regionalbahnen in Richtung Halberstadt.
Im Jahre 2009 wurde mit Unterstützung des Landes Sachsen-Anhalt im Dampflokwerk Meiningen die regelspurige Dampflok 95 1027 aufgearbeitet. Diese wurde bei den HSB eingestellt und wird seitdem im Museumszugverkehr auf der Rübelandbahn eingesetzt. Im gleichen Jahr versuchte das Land Niedersachsen mit Aufstockmitteln des Konjunkturpaketes II einen Anschluss der Stadt Braunlage an das Netz der HSB mitzufinanzieren (siehe auch Schmalspurbahn Walkenried–Braunlage#Bemühungen Braunlages um eine Wiederanschluss). Dieses Vorhaben wurde jedoch am 29. April 2010 aufgrund der zu erwarteten hohen Kosten zu den Akten gelegt, seit 2016 aber erneut diskutiert mit Beauftragung einer neuen Machbarkeitsstudie 2024.
Mit dem Bau des neuen Haltepunktes Schurzfell wurde am 30. November 2009 in Nordhausen begonnen, um die Zustiegsmöglichkeiten für die Nordhäuser weiter zu verbessern. Die Arbeiten dauerten bis kurz vor Weihnachten 2009. Sie wurden hauptsächlich in den nächtlichen Betriebspausen durchgeführt, um den Verkehr nicht zu behindern. Der neue Haltepunkt wurde zum Sommerfahrplan 2010 in Betrieb genommen.
Im Jahre 2017 nutzten ca. 1 Million Reisende die Züge. Mit 600 000 Personen war die Brockenbahn mit Abstand die am meisten nachgefragte Strecke. Auf der Harzquerbahn waren im Bereich des Vorortverkehrs in Nordhausen 262 000 und bei der Selketalbahn 89 000 Fahrgäste unterwegs. Darüber hinaus waren im  Jahr 2017 die zahlreichen Sonder- und Charterzugfahrten sehr beliebt. So fuhren auf dem gesamten Streckennetz insgesamt 218 Extrazüge mit rund 55.000 Fahrgästen.

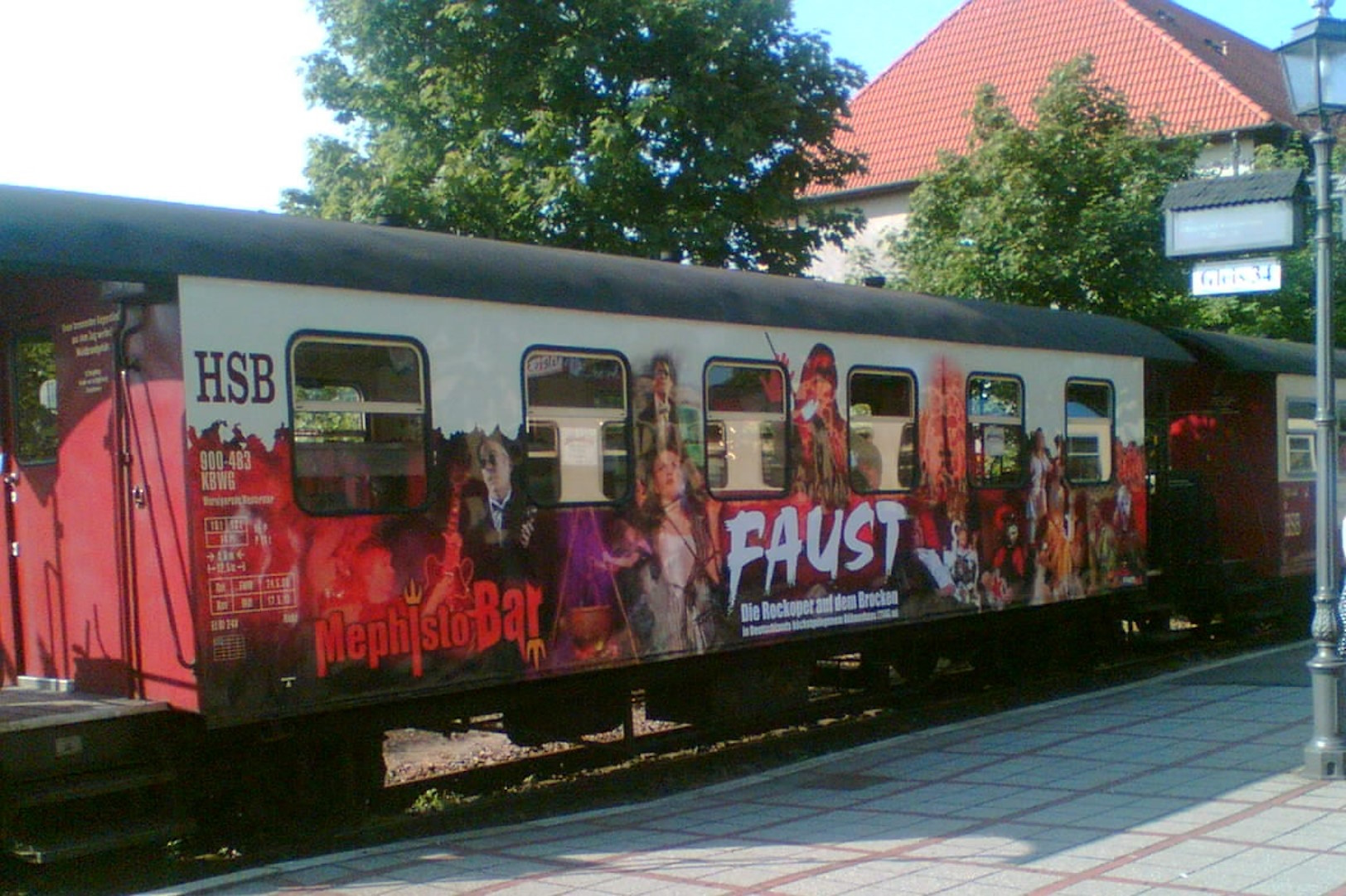
HSB Faust-Wagen

Die Erfolgsgeschichte von Faust – die Rockoper auf dem Brocken begann im Jahr 2006 auf Initiative des Vertriebsleiters Dietrich E. König. Seit 2010 wird ebenfalls Faust II gespielt. Die beiden Rockopern stammen aus der Feder von Rudolf Volz und verwenden nur Originaltexte von Goethe. Die Veranstaltungen finden im Goethe-Saal auf dem Brocken statt. Dabei werden die Zuschauer im Dampfzug der HSB zum Brocken rauf- und runtergefahren. In 2017 würdigte die HSB die 300. Aufführung mit einem besonderen Rahmenprogramm.
Die Corona-Krise in den Jahren 2020 und 2021 mit den Lockdowns in Hochinzidenzzeiten legte den Zugverkehr auf den Harzer Schmalspurbahnen teilweise über Monate lahm. Lediglich auf den Strecken Nordhausen – Ilfeld und Wernigerode – Schierke wurde weiterhin ein Verkehr mit Triebwagen durchgeführt.
Aufgrund von mehreren Waldbränden entlang des Brockens, wo eine Ursache durch den Dampflokbetrieb nicht auszuschließen ist, wurde Mitte August 2022 beschlossen, dass bei Waldbrandwarnstufe 5 zukünftig nur noch Diesellokomotiven auf der Brockenstrecke eingesetzt werden. Bei Waldbrandwarnstufe 4 wird individuell abgewogen, ob die Züge zum Brocken mit Dampf- oder Diesellokomotiven bespannt werden.
Eine erneute Machbarkeitsstudie soll ab September 2024 prüfen, ob Braunlage an das HSB-Netz angeschlossen werden kann. Für die Ausweitung des Streckennetzes wäre ein Gleisneubau in den Westharz nach Niedersachsen nötig. Die neue fünf Kilometer lange Trasse soll hierbei von Sorge bis zur Talstation der Wurmbergseilbahn führen.
Eine weitere Machbarkeitsstudie für die rund zwei Kilometer lange Abzweigung von Hasselfelde in Richtung Westernstadt Pullman City Harz ist fast fertig.
| Fahrgäste               | ca. 1,2 Millionen jährlich |
| Streckenlänge gesamt    | 140,4 km                   |
| • Harzquerbahn          | 061 km                     |
| • Selketalbahn          | 060 km                     |
| • Brockenbahn           | 019 km                     |
| Brücken und Durchlässe  | 400                        |
| Tunnel                  | 001                        |
| Bahnübergänge           | 202                        |
| Bahnhöfe                | 025                        |
| Haltepunkte             | 022                        |
| tiefstgelegener Bahnhof | Quedlinburg, 121 m ü. NN   |
| höchstgelegener Bahnhof | Brocken, 1125 m ü. NN      |

## Betriebsanlagen
Die drei Lokeinsatzstellen der HSB mit Lokschuppen – in Wernigerode und Nordhausen Nord auch mit Drehscheibe – Bekohlungsanlagen und der Lokleitung befinden sich an den Bahnhöfen Nordhausen Nord (zuständig für Harzquerbahn), Wernigerode (für Harzquer- und Brockenbahn) und Gernrode (für die Selketalbahn). Dort werden die Triebfahrzeuge gewartet und restauriert.
Die kompletten Untersuchungen und alle Instandsetzungsarbeiten (außer Hauptuntersuchungen) werden im HSB-Bahnbetriebswerk Wernigerode Westerntor durchgeführt. Für die Hauptuntersuchungen wurden bis 2022 die Loks und Triebwagen hingegen in spezielle Ausbesserungswerke wie das Dampflokwerk Meiningen überführt. Zudem bietet die HSB auch Führungen durch das Bw Wernigerode Westerntor an, welches trotz einiger moderner Technik nach wie vor eine typische Dampflokwerkstätte ist.
Wasserkräne zum Wasserfassen während eines Aufenthaltes befinden sich in allen wichtigen Bahnhöfen.

### Dampflokwerkstatt Wernigerode

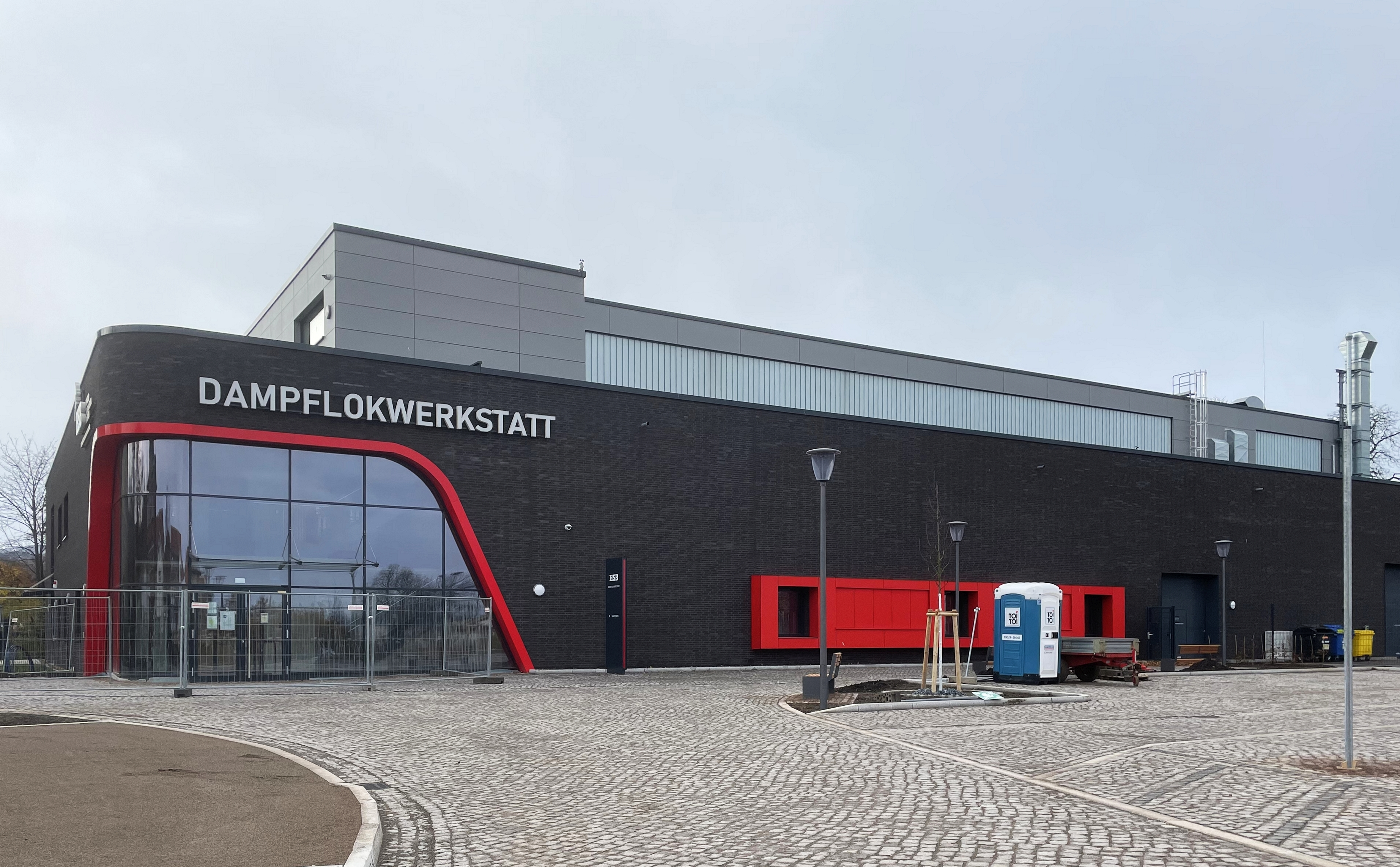
Dampflokwerkstatt im November 2023

Nach einer Bauzeit von rund drei Jahren hat die HSB in Wernigerode im Juni 2022 eine neue Dampflokwerkstatt in Betrieb genommen. Heute werden hier die „schweren Instandhaltungen“ durchgeführt. 
Der ca. 2.500 Quadratmeter große Neubau, der 15 Millionen Euro gekostet hat, ist auch ein Touristenmagnet. Für sie gibt es im dritten Obergeschoss eine Besuchergalerie mit zwei Aussichtsplattformen, die am 13. Juni 2023 zusammen mit dem neuen Lokshop eröffnet wurden.
Täglich können die Besucher nun Einblicke in die HSB-Werkstatt erhalten. Regelmäßig werden auch Führungen angeboten.
Im Juli 2024 wurden mit der Fertigstellung der Außenanlagen die Baumaßnahmen an der Dampflokwerkstatt beendet.
Die neue Werkstatt ist rund 70 Meter lang und 35 Meter breit. In der Halle liegen vier Gleise, drei von ihnen sind ans Gleisnetz angebunden. Es gibt diverse Kräne in der Halle, Arbeitsstände und Werkstattbereiche etwa für den Maschinenbau, die Mechanik und die Kesselbearbeitung sowie Reinigungs- und Lackierarbeiten.

## Triebfahrzeuge
| Lokomotiven und Triebwagen | DR-Baureihe       | alte Bezeichnung  | ursprüngliche Anzahl       | heutige Anzahl    | betriebsfähig     | Einsatz- bzw. Abstellort                         | Anmerkung                                                                        | Bild              |
| Dampflokomotiven:          | Dampflokomotiven: | Dampflokomotiven: | Dampflokomotiven:          | Dampflokomotiven: | Dampflokomotiven: | Dampflokomotiven:                                | Dampflokomotiven:                                                                | Dampflokomotiven: |
| -------------------------- | ----------------- | ----------------- | -------------------------- | ----------------- | ----------------- | ------------------------------------------------ | -------------------------------------------------------------------------------- | ----------------- |
| 99 5901 bis 5903           | 99590             | NWE 11 bis 22     | 12                         | 3                 | nein              | Wernigerode                                      | Mallet-Lokomotiven                                                               |                   |
| 99 5906                    | 99590             | NWE 41II          | 1 (an NWE)                 | 1                 | nein              | Hasselfelde                                      | Mallet-Lokomotive                                                                |                   |
| 99 6001                    | 99600             | NWE 21II          | 1 Prototyp                 | 1                 | nein              | Selketalbahn Gernrode                            | Einheitslok-Prototyp                                                             |                   |
| 99 6101 und 6102           | 99610             | NWE 6 und 7       | 2                          | 2                 | nein              | Nordhausen Nord                                  | Versuchsloks, Nassdampf, Heißdampf Pfiifi und Fiffi                              |                   |
| 99 7222                    | 9922              | 99 222            | 3                          | 1                 | 1                 | Harzquer- und Brockenbahn Wernigerode            | Einheitslok, meist mit alter Nummer im Einsatz                                   |                   |
| 99 7231 bis 7247           | 9923–24           | 99 231 bis 247    | 17                         | 17                | 9                 | 7 Wernigerode 1 Nordhausen Nord 1 Gernrode       | Neubaudampfloks                                                                  |                   |
| Dieseltriebwagen:          |                   |                   |                            |                   |                   |                                                  |                                                                                  |                   |
| 187 001                    | VT 133 522        | GHE T 1           | 1                          | 1                 | 1                 | Reserve für Sonderfahrten Wernigerode Westerntor |                                                                                  |                   |
| 187 011 und 013            | –                 | KAE VT 1 und 2    | 2                          | 2                 | 2                 | Wernigerode / Nordhausen                         |                                                                                  |                   |
| 187 012                    | –                 | MEG T 15          | 1                          | 1                 | nein              | Wernigerode Westerntor                           |                                                                                  |                   |
| 187 015                    | –                 | –                 | 1 Prototyp                 | 1                 | nein              | Wernigerode Westerntor                           | Neubautriebwagen-Prototyp                                                        |                   |
| 187 016 bis 019            | –                 | –                 | 4                          | 4                 | 4                 | Plandienst Harzquer- und Selketalbahn            | Neubautriebwagen                                                                 |                   |
| 187 025                    | VT 137 566        | NWE T 3           | 3                          | 1                 | nein              | Wernigerode                                      | Schlepptriebwagen                                                                |                   |
| 187 201 bis 203            |                   |                   | 3                          | 3                 | 3                 | Straßenbahnlinie 10 im Raum Nordhausen           | Zweikraftstadtbahntriebwagen Typ Combino duo der SWN                             |                   |
| Diesellokomotiven:         |                   |                   |                            |                   |                   |                                                  |                                                                                  |                   |
| 199 005 und 006            | V 10 C            |                   | 2                          | 2                 | nein              | Nordhausen Nord                                  | Dauerleihgabe an IG Harzer Schmalspurbahnen e. V.                                |                   |
| 199 010 bis 012            | Kö II             |                   | 3                          | 3                 | 1                 | Wernigerode Westerntor                           | Umbau von Normalspur                                                             |                   |
| 199 301                    | V 30 C            | V 30 001          | 1 Prototyp (20 exportiert) | 1                 | nein              | Ilfeld                                           | Meterspur-Prototyp für Indonesische Staatsbahn                                   |                   |
| 199 861 … 892              | V 100             |                   | 10                         | 6                 | 3                 | auf allen Strecken Wernigerode / Nordhausen      | Umbau von Regelspur, 199 861 als Einzige mit funktionsfähiger Zugheizeinrichtung |                   |

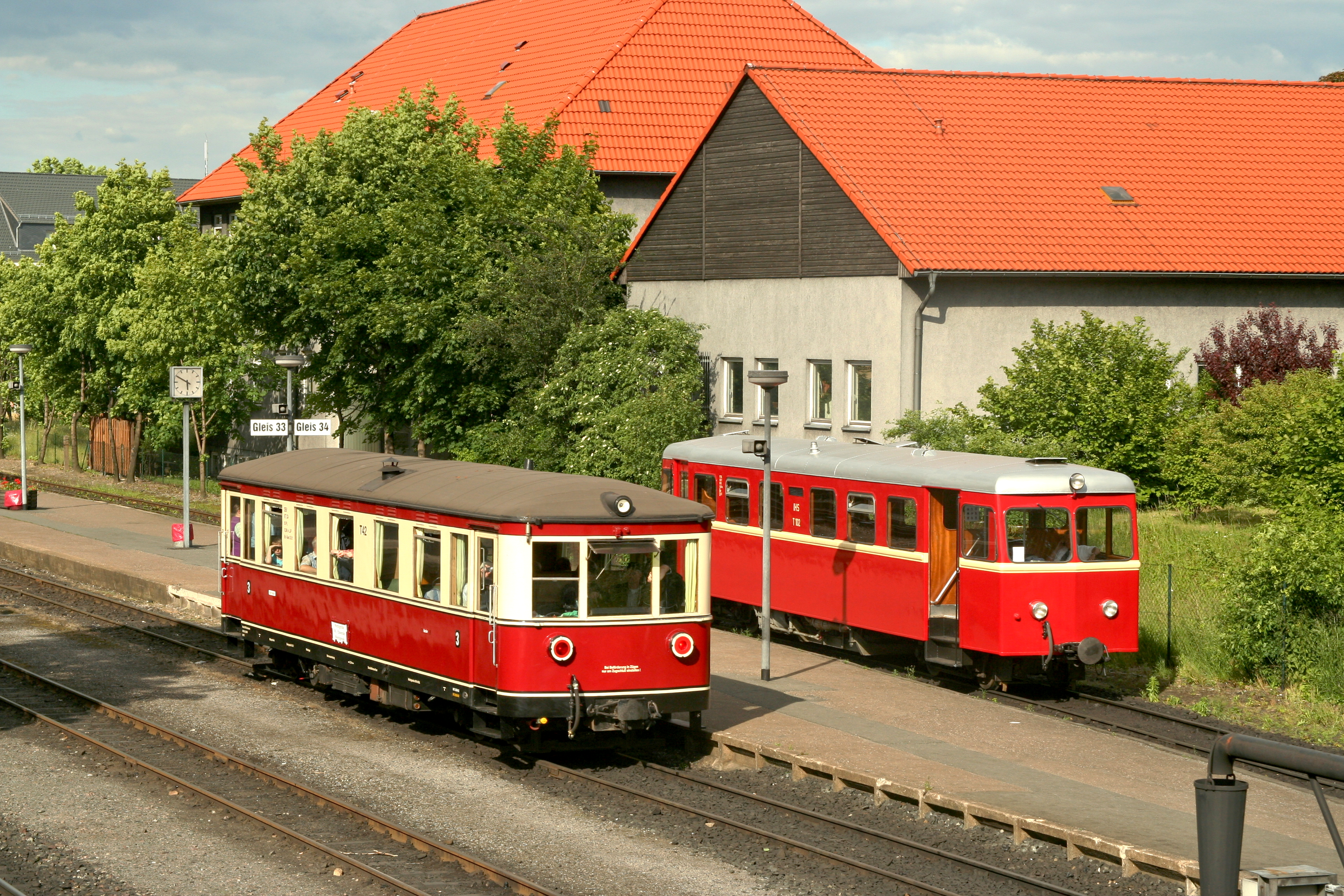
Gasttriebwagen T 42 vom DEV und T 102 der Selfkantbahn zum Jubiläum 2012 in Wernigerode

Teilweise sind die Lokomotiven auch mit alter Nummer im Einsatz, z. B. die 99 7236 (angeschrieben 99 236).
Zu verschiedenen Feierlichkeiten waren mehrfach Gastlokomotiven und -triebwagen von anderen Meterspurbahnen im Einsatz.

## Wagenpark

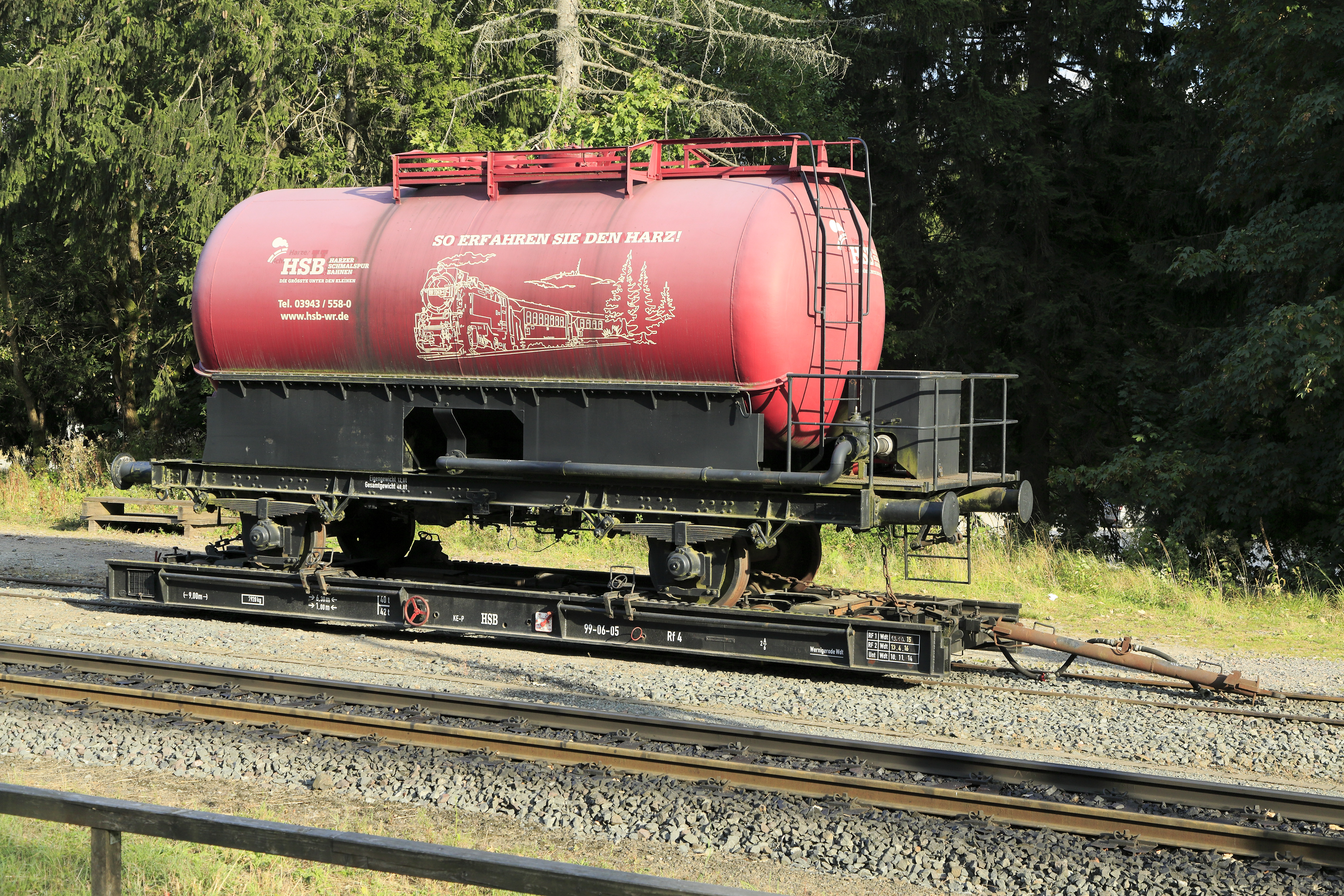
Wasserwagen

Der Wagenpark der HSB besteht aus rekonstruierten Wagen, Neubauwagen und historisch aufgearbeiteten Wagen. Wagen, die von sächsischen Schmalspurstrecken übernommen wurden, sind an drehgestellgeführten und damit in den Bögen ausschwenkenden Kupplungen zu erkennen. Mit Ausnahme einiger saugluftgebremster Traditionswagen ist der Fahrzeugbestand seit den 1980er Jahren druckluftgebremst.
Zudem besitzen die HSB zwei Speisewagen, die in einige Züge der Relation (Wernigerode –) Drei Annen Hohne – Brocken und dem Zugpaar Nordhausen Nord – Drei Annen Hohne – Brocken eingestellt werden. In den Speisewagen werden harztypische Speisen und Getränke serviert.
Für den Arbeitszugdienst existieren Rollwagen und für die Güterzüge zum Hartsteinwerk Unterberg neu beschaffte Rollböcke. Rollbockgruben bestehen nur noch in Nordhausen. Die vorwiegend im Sommerhalbjahr in den Bahnhöfen Drei Annen Hohne und Brocken auf Rollwagen abgestellten regelspurigen Kesselwagen dienen nicht dem Wassertransport zum Brocken, sondern lediglich einer möglichen Brandbekämpfung im und um den Nationalpark Harz.
Schmalspurige Güterwagen – mit Ausnahme von Gepäckwagen und dem Schienen-Cabrio – werden nicht mehr regulär eingesetzt. Die noch vorhandenen werden meist museal betreut. Die HSB sind derzeit die einzige nichtbundeseigene sowie die einzige schmalspurige Bahn in Deutschland, die einen eigenen Hilfszug besitzt.

## Philatelistische Würdigung
Nachdem bereits 1983/84 eine Briefmarkenserie „Schmalspurbahnen in der DDR“ herausgegeben wurde, erfolgte anlässlich des 125. Jahrestages der Eröffnung der ersten Schmalspurbahn im Harz – der Selketalbahn im Jahr 1887 – am 9. Februar 2012 die Ausgabe einer Sondermarke der Deutschen Post „125 Jahre Schmalspurbahnen im Harz“ im Wert von 45 Eurocent. Der Entwurf der Marke stammte vom Kommunikationsdesigner Horst F. Neumann und der Industriedesignerin Gerda M. Neumann aus Wuppertal.

## Überlieferung
Die schriftliche Überlieferung der Nordhausen-Wernigeroder Eisenbahn-Gesellschaft und der Gernrode-Harzgeroder Eisenbahn-Gesellschaft befinden sich in der Abteilung Dessau des Landesarchivs Sachsen-Anhalt.

## Spiele
Im Jahr 2018 wurde HSBforMSTS veröffentlicht. Mit dieser Erweiterung kann man mit dem Eisenbahn-Simulator Microsoft Train Simulator virtuell durch den Harz fahren. Im Jahr 2022 wird die Weiterentwicklung HSB Simulator für Open Rails veröffentlicht.
2023 erschien außerdem die Brockenbahn und der Abschnitt Wernigerode – Drei Annen Hohne der Harzquerbahn als Addon des Drittentwicklers „WaggonWerkstatt“ für den Train Simulator Classic des britischen Spieleentwicklers Dovetail Games Ltd.